# Слаатиоареле (Арђеш)
Слаатиоареле (рум. Slăatioarele) насеље је у Румунији у округу Арђеш у општини Бабана. Oпштина се налази на надморској висини од 426 m.

## Становништво
Према подацима из 2011. године у насељу је живело 358 становника.